# Pleven
Pleven (in bulgaro Плевен? [ˈplɛ.vɛn], in romeno Plevna, in turco Plevne) è una città della Bulgaria settentrionale, il settimo centro più popoloso del paese e capoluogo della provincia omonima e della subordinata municipalità di Pleven.
Noto in ambito internazionale per l'Assedio di Pleven del 1877 quando l'esercito russo-rumeno sconfisse l'esercito turco, è oggi uno dei maggiori centri economici della Bulgaria nord-occidentale e centro-settentrionale, nonché una delle città più popolose della Bulgaria settentrionale dopo Varna e Ruse.

## Collocazione geografica
Pleven è situata in una regione agricola nel cuore della Pianura danubiana, la regione storica della Moesia, circondata da basse colline calcaree, le Cime Pleven. La sua collocazione centrale nella Bulgaria settentrionale ne fa un grande e fondamentale nodo amministrativo, economico, politico, culturale e dei trasporti. Pleven sorge a 170 km dalla capitale Sofia e dista 320 km ad ovest della costa bulgara sul Mar Nero, a 50 km a sud del Danubio.
Vicino all'abitato scorrono il fiume Vit, attraversato dal Tuchenitsa (piccolo corso d'acqua conosciuto comunemente a Pleven con il nome di Barata, letteralmente "fiumiciattolo").
Il clima è temperato continentale, con inverni freddi (anche –15 °C) ed estati calde e secche (fino a +40 °C).

## Storia

### Preistoria ed età antica
Le più antiche tracce di insediamento umano nella zona risalgono al Quinto millennio a.C., nel Neolitico.

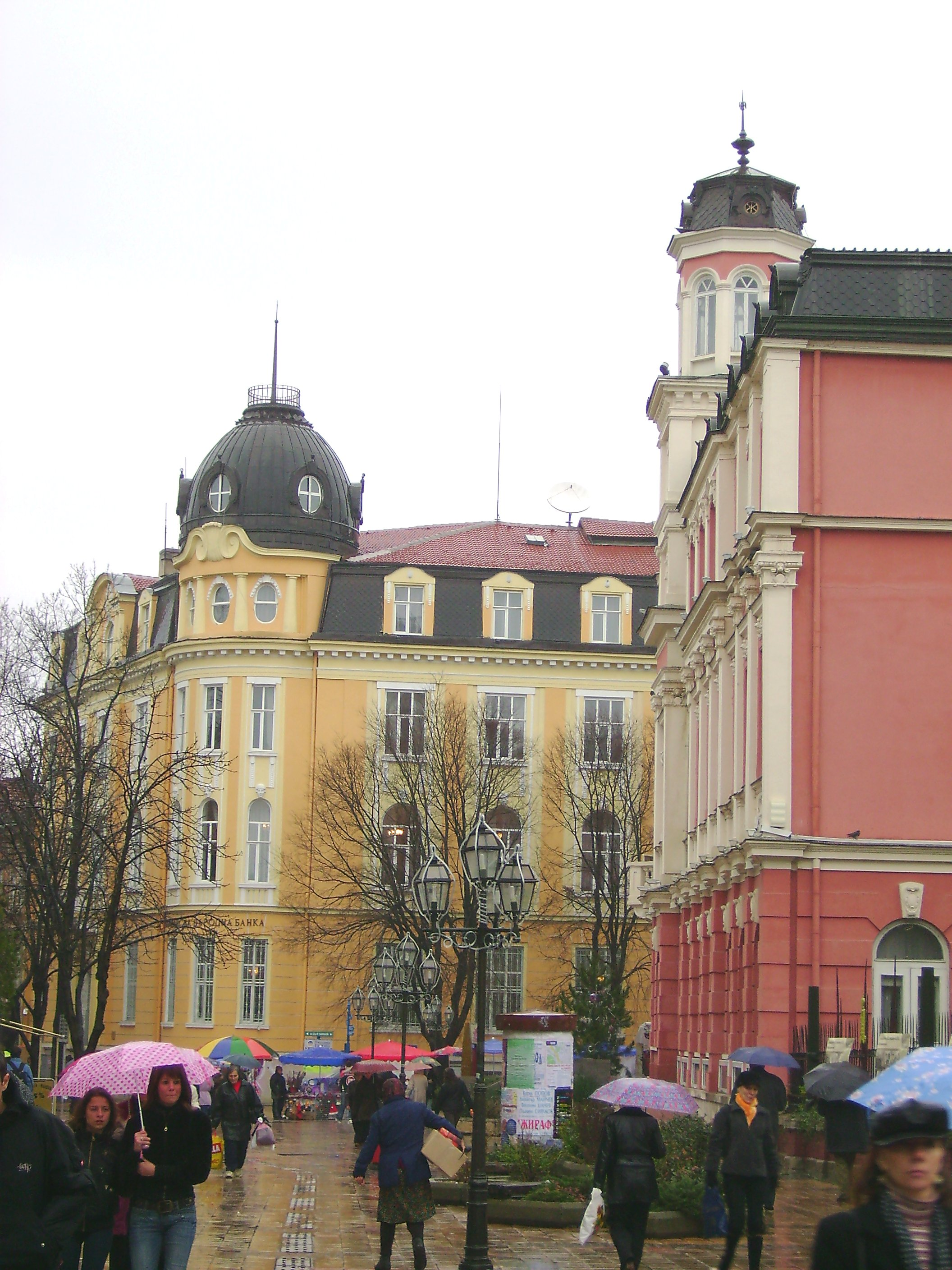
Le strade centrali di Pleven.

Antico insediamento tracio, fu occupata dai romani già nel I secolo a.C. e prese il nome di Storgosia facente parte della provincia della Mesia Inferior; fu importante stazione di supporto al limes danubiano, retrovia di importanti sedi di legione quale Novae (oggi Svištov) sede della I Legio Italica). Compare nella Tavola Peutingeriana sulla strada che collega Serdica (oggi Sofia) con Oescus e con Philippopolis (oggi Plovdiv). Resti della fortezza romana sono ancora visibili nella zona sud della città. Notevoli reperti traci e romani sono visitabili nel locale Museo archeologico.

## Amministrazione

### Gemellaggi
- Rostov sul Don
- Kaiserslautern
- Charlottesville
- Mykolaïv
- Volo, dal Volo (Grecia)
- Guimarães
- Bitola, dal 1999[1]

## Municipalità
Pleven è la sede della municipalità omonima, che comprende i seguenti 23 villaggi e 2 città (in grassetto):
- Beglež
- Bohot
- Brestovec
- Brăšljanica
- Bukovlăk
- Disevica
- Gortalovo
- Grivica
- Jasen
- Kojlovci
- Kărtožabene
- Kăšin
- Laskar
- Mečka

- Nikolaevo
- Opanec
- Pelišat
- Pleven
- Radiševo
- Ralevo
- Slavjanovo
- Tărnene
- Todorovo
- Trăstenik
- Tučenica
- Vărbica

## Curiosità
- Una città del Kansas e una città del Montana, negli Stati Uniti, oltre a un villaggio dell'Ontario, in Canada, sono chiamati così in onore di Pleven, o meglio di Plevna, nome storico della città in lingua inglese (in riferimento alla battaglia del 1877).